# Subaru Levorg
La Subaru Levorg è un'autovettura di tipo station wagon prodotta dalla casa automobilistica giapponese Subaru dal 2014.

## Contesto
La Levorg va a sostituire la versione Touring della Subaru Legacy, che a partire dal 2014 viene prodotta solo in versione berlina. Secondo quanto dichiarato dalla Subaru il nome Levorg deriva dalla combinazione di tre parole: LEgacy, eVOlution e touRinG. Condivide la piattaforma costruttiva e gran parte della meccanica e dei motori con la Subaru Impreza e la Subaru Legacy.

## Prima serie (VM; 2014-2020)

### Presentazione
La Levorg viene esposta per la prima volta al 43º salone di Tokyo nel novembre 2013. Nel gennaio 2014 sono state aperte le ordinazioni, mentre a marzo sono iniziate le vendite. Nel febbraio 2015 la Subaru ha annunciato il lancio della Levorg sul mercato europeo e l'auto ha esordito al salone di Ginevra nel marzo dello stesso anno.

### Motorizzazioni
Sul mercato giapponese la Levorg è disponibile con due motori benzina 4 cilindri, entrambi turbocompressi, con Intercooler e iniezione diretta: un 1.6 da 170 CV (125 kW) e un 2.0 da 296 CV (218 kW). Entrambi i motori sono abbinati a un cambio continuo Lineartronic e dotati di trazione integrale.
In Italia la Levorg monta un classico motore boxer, da 1,6 litri quattro cilindri con turbocompressore che eroga 170 CV di potenza e 250 Nm di coppia a partire da 1 800 giri/min. La trazione è affidata a un sistema a quattro ruote motrici con schema simmetrico Subaru.
Dal 2019 in Europa è presente il motore 2,0 litri aspirato quattro cilindri da 150 CV di potenza e 198 Nm di coppia a partire da 4 200 giri/min.

## Seconda serie (VN; 2020-)

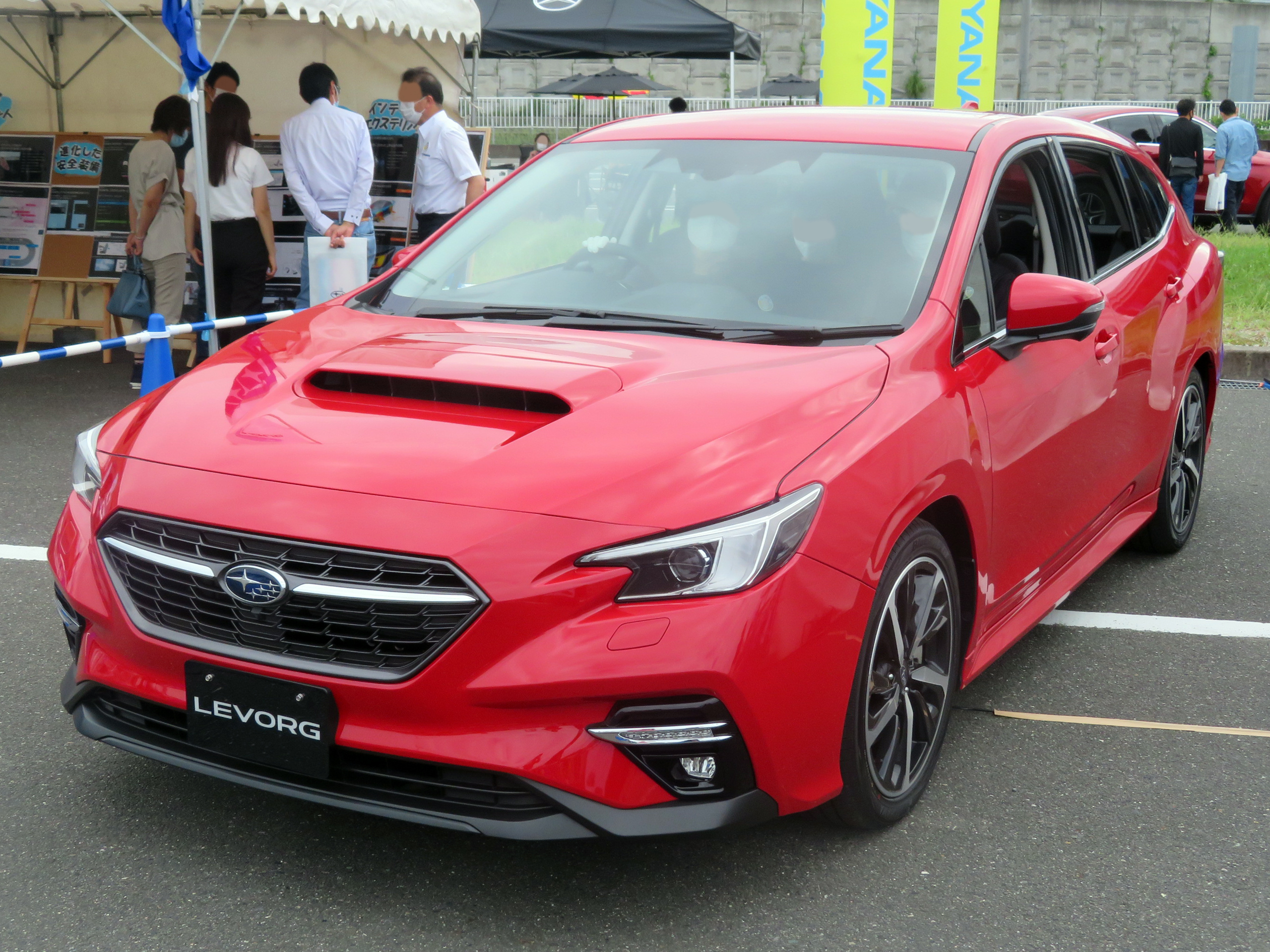
Subaru Levorg (2ª generazione, davanti)

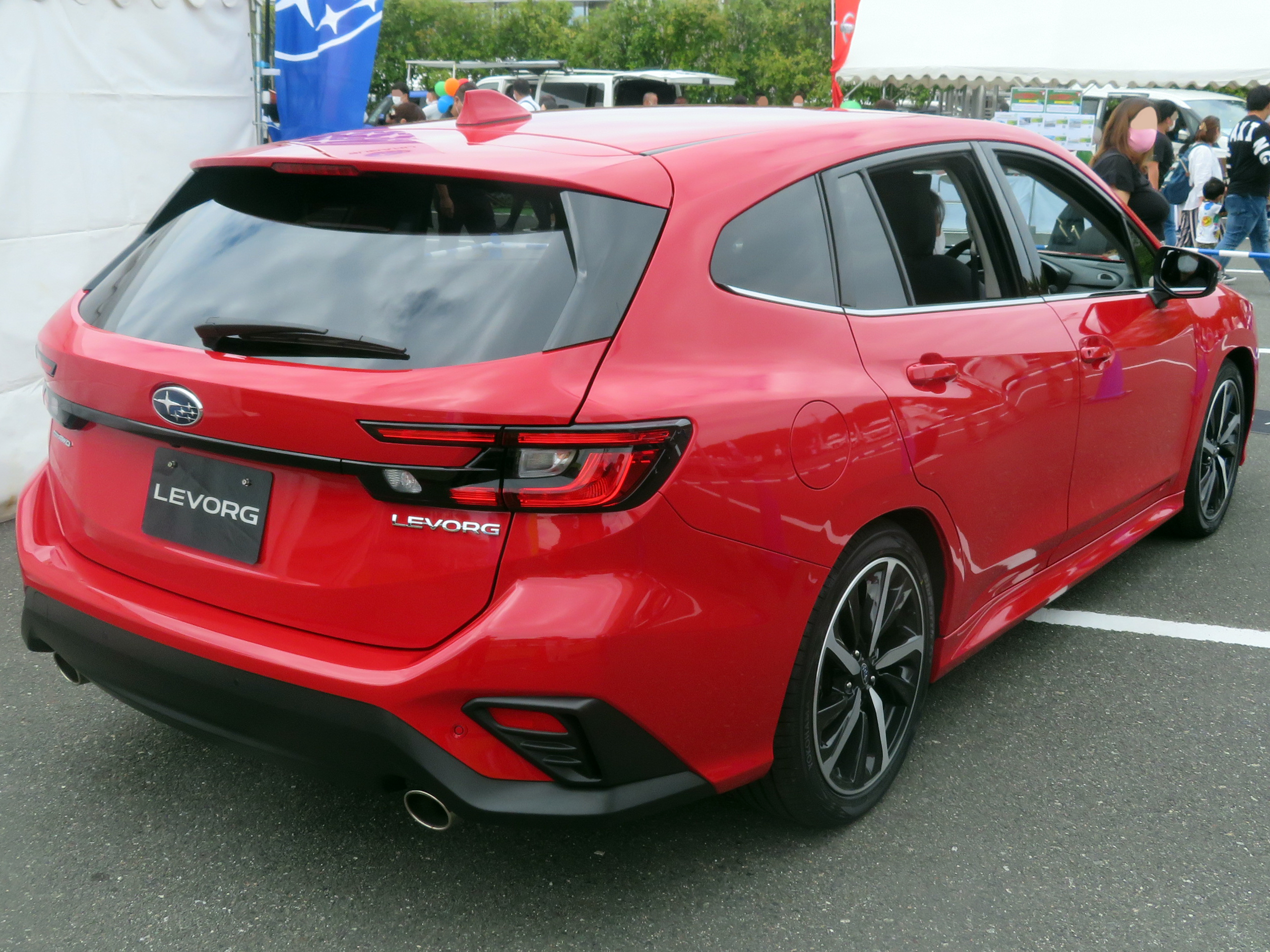
Subaru Levorg (2ª generazione, retro)

Presentato come prototipo al Salone di Tokyo 2019 il 23 ottobre, il modello di seconda generazione è passato alla Subaru Global Platform, con un motore CB18 da 1,8 litri di nuova concezione. Come la generazione precedente, questo modello non sarebbe stato venduto in Nord America, ma sarebbe stato messo in vendita in Giappone nella seconda metà del 2020.
Il 21 agosto 2020, la seconda generazione di Levorg è stata rilasciata in Giappone.
Secondo il progettista del motore Subaru, Tsuneaki Numamiyauchi, la cilindrata del CB18 è stata scelta per bilanciare un aumento della coppia massima a 300 Nm con un risparmio di carburante migliorato grazie all'adozione della tecnologia a combustione magra. Il consumo di carburante è migliorato da 16,0 a 16,6 chilometri per litro rispetto al motore FB16 della generazione precedente. Inoltre, la lunghezza complessiva del motore è stata ridotta di 44 mm, consentendo una zona di schiacciamento più ampia per motivi di sicurezza.